# Хілобоков Юрій Павлович
Юрій Павлович Хілобоков (25 вересня 1925, Зінов'євськ — 22 січня 1996, Кіровоград) — відомий український диригент, скрипаль, педагог, заслужений працівник культури України (1973 р.).

## Біографія
Початкову освіту отримав у Кіровоградський музичній школі (з 1936) по класу скрипки І. Я. Болтянського. Навчався в музичному технікумі при Ленінградській консерваторії (1947—1948, кл. проф. М. М. Белякова), закінчив Одеську державну консерваторію (1953, кл. В. Н. Проніна).
З 1944 — скрипаль-соліст концертно-естрадного бюро обласної філармонії, з 1946 — концертмейстер оркестру Кіровоградського театру російської драми ім. С. М. Кірова, завівач музичною частиною.
Після закінчення навчання працював у Кіровоградській музичній школі (з 1953 року), з 1959 року — в Кіровоградському музичному училищі, перший його завуч.
Створив ансамбль скрипалів та студентський симфонічний оркестр Кіровоградського музичного училища. Заснував у 1972 році філармонійний камерний оркестр «Концертіно», яким керував 15 років. Юрію Хілобокову встановлено меморіальну дошку на фасаді будинку, де він жив.

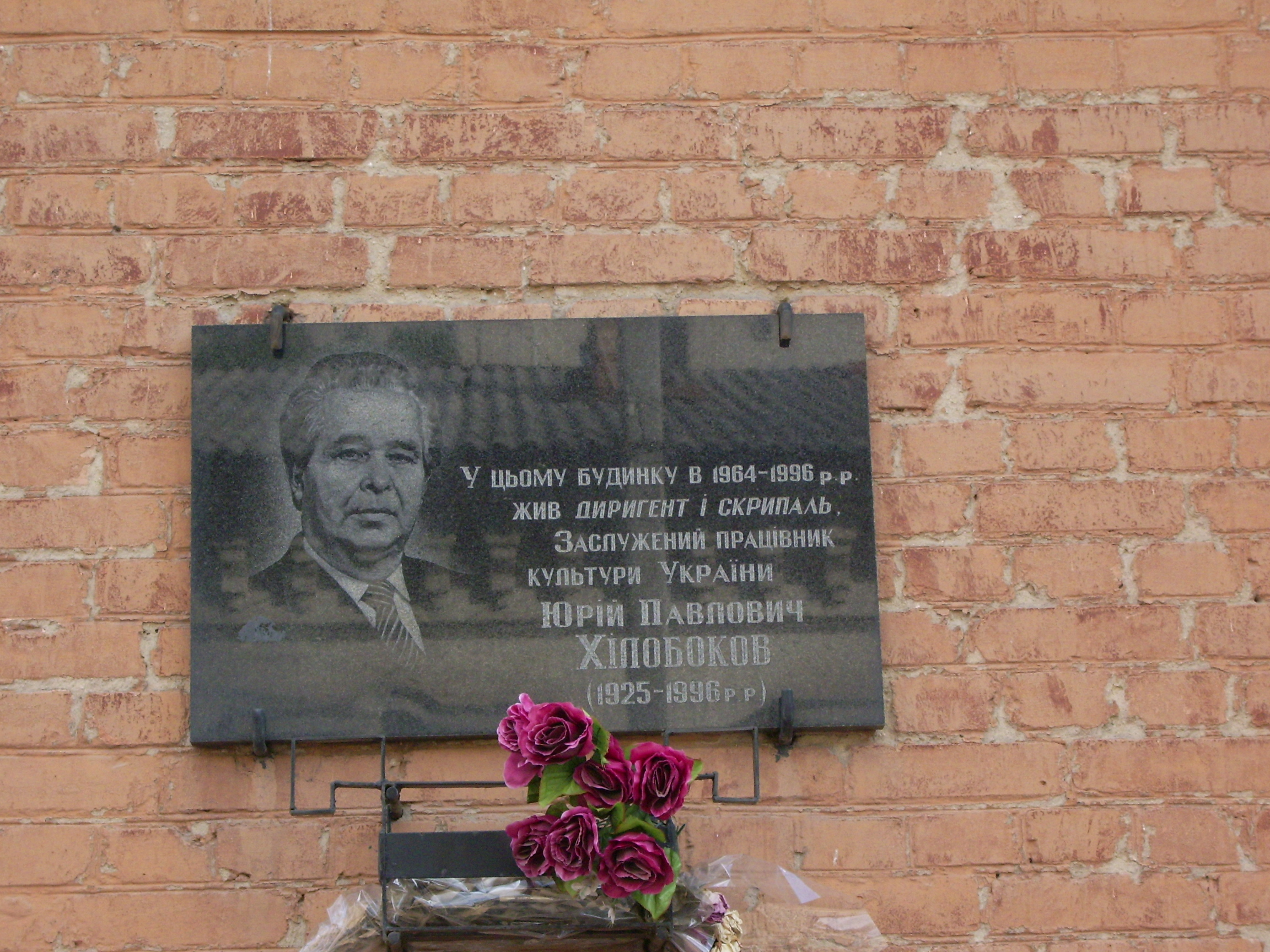
Дошка Ю. П. Хілобокову на вулиці Гоголя в Кропивницькому

Серед учнів:
 — Климась Олександр Олександрович
 — Коваленко Олександр
 — Куркіна (Журавльова) Сніжана Віталіївна
 — Притула Дмитро Борисович
 — Соколовський Юрій Анатолійович
 — Хілобокова Наталія Юріївна
 — Цирульник Михайло Юхимович